# Semana de solidaridad con los pueblos que luchan contra el racismo y la discriminación racial
La Asamblea General de las Naciones Unidas decide declarar que todos los años en todos los Estados, a partir del 21 de marzo, una semana de solidaridad con los pueblos que luchan contra el racismo y la discriminación racial.

## Celebración
La Asamblea General de las Naciones Unidas en su resolución 34/24 decide declarar que todos los años en todos los Estados, a partir del 21 de marzo, una semana de solidaridad con los pueblos que luchan contra el racismo y la discriminación racial.

Semana de solidaridad con los pueblos que luchan contra el racismo y la discriminación racial
En 1979, la Asamblea General aprobó un programa de actividades para que se realizarán durante la segunda mitad del Decenio de la Lucha contra el Racismo y la Discriminación Racial. En esta ocasión, la Asamblea General decidió que, una semana de solidaridad con los pueblos que luchan contra el racismo y la discriminación racial, del 21 al 27 de marzo, se organizara anualmente en todos los Estados.
Organización de las Naciones Unidas